# ليلي جيمس
ليلي جيمس (بالإنجليزية: Lily James)‏ هي ممثلة بريطانية، ولدت في 5 أبريل 1989 في Esher ‏ في المملكة المتحدة.

## الأعمال

### أفلام
- راث أوف ذا تايتنز (2012)
- سندريلا (2015)
- بيرنت (2015)
- كبرياء وتحامل ووحوش الزومبي (2016)
- بيبي درايفر (2017)
- الساعة الأكثر ظلمة (2017)
- جمعية غيرنزي للأدب وفطيرة قشر البطاطا (2018)
- غابات صغيرة (2018)
- ماما ميا! لنذهب مرة أخرى (2018)
- ريبيكا (2020)
- الحفرة (2021)
- المخلب الحديدي (2023)

### مسلسلات
- داونتون آبي (2012–2015)
- الحرب والسلم (2016)
- بام وتومي (2022)

## وصلات خارجية
- ليلي جيمس على موقع IMDb (الإنجليزية)
- ليلي جيمس على موقع ميتاكريتيك (الإنجليزية)
- ليلي جيمس على موقع روتن توميتوز (الإنجليزية)
- ليلي جيمس على موقع ألو سيني (الفرنسية)
- ليلي جيمس على موقع ميوزك برينز (الإنجليزية)
- ليلي جيمس على موقع أول موفي (الإنجليزية)
- ليلي جيمس على موقع قاعدة بيانات الأفلام السويدية (السويدية)
- ليلي جيمس على موقع ديسكوغز (الإنجليزية)
- ليلي جيمس على موقع قاعدة بيانات الفيلم (الإنجليزية)
- ليلي جيمس على موقع ليتربوكسد (الإنجليزية)